# Cerithium protractum
Cerithium protractum là một loài ốc biển, là động vật thân mềm chân bụng sống ở biển thuộc họ Cerithiidae.

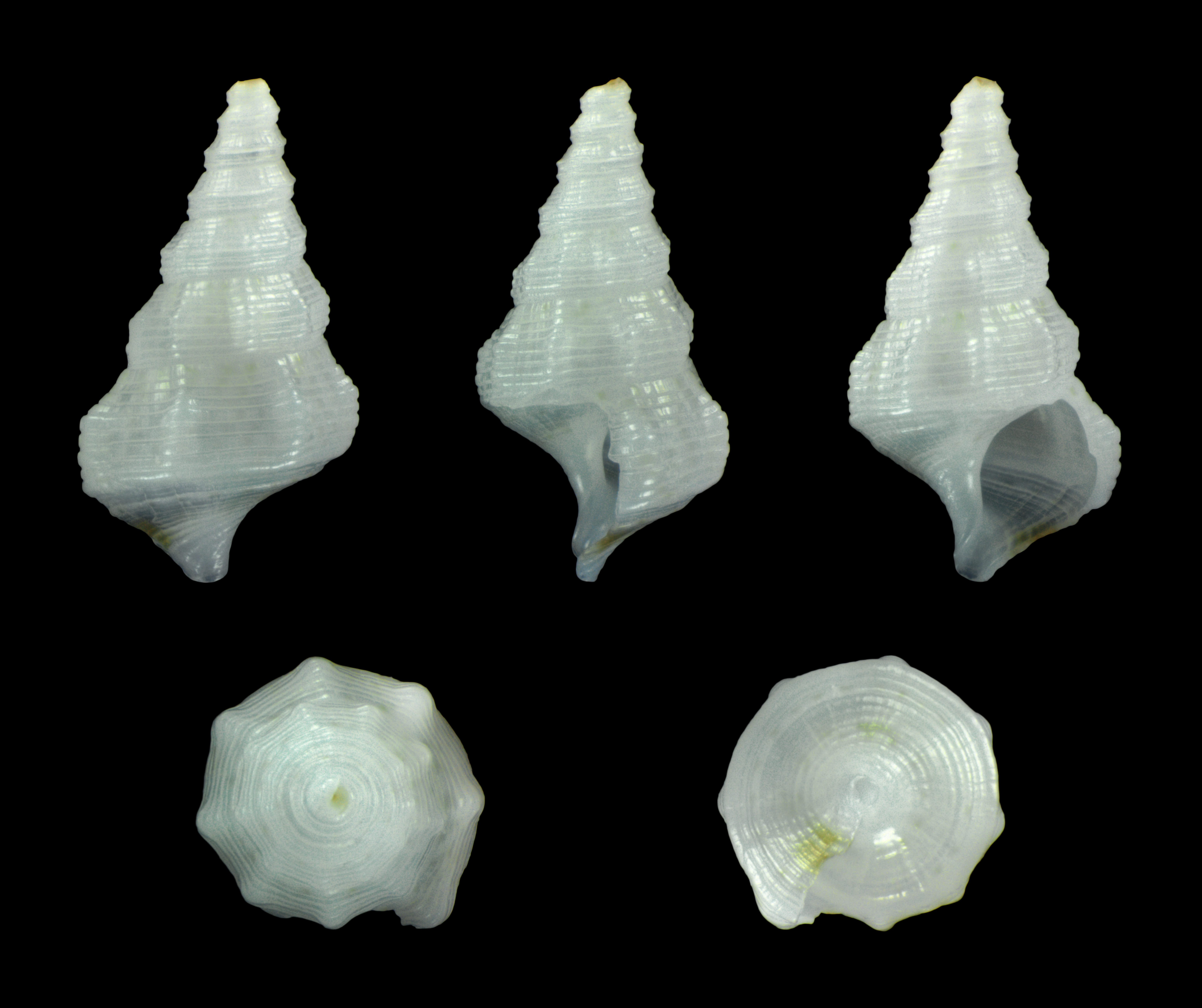
Vị thành niên